# بنویت شوارتز
بنویت شوارتز (انگلیسی: Benoît Schwarz؛ زادهٔ ۱۹ اوت ۱۹۹۱) ورزشکار کرلینگ و برندگان مدال‌های بازی‌های المپیک زمستانی ۲۰۱۸ اهل سوئیس است.